# Jo Kwon
Jo Kwon (Hangul: 조권; Suwon, Gyeonggi, 28 de agosto de 1989) es un cantante y actor surcoreano, conocido por ser líder del grupo masculino surcoreano 2AM.

## Predebut
Jo Kwon fue aprendiz por un tiempo extenso en JYP Entertainment, habiendo entrenado un total de 2567 días. Debutó 7 años y 10 días después de que se uniera a JYP Entertainment. Le eligieron como el último miembro del 99% Challenge Project de Park Jin Young, junto con Sunye de Wonder Girls.
En 2008 apareció en el programa Hot Blood de Mnet, un programa que mostraba el intenso entrenamiento físico por el que 13 aprendices tuvieron que pasar para tener la oportunidad de debutar en un grupo de baladas de 4 miembros, o en un grupo de baile de 7 miembros. 
Finalmente, y habiendo pasado las previas eliminaciones, a Jo Kwon se le asignó la posición de líder del grupo de baladas 2AM.

## Carrera
El primer sencillo de 2AM "This Song" fue lanzado el 21 de julio de 2008. Jo Kwon hizo su debut con el grupo diez días antes.
En marzo de 2015, Jo Kwon decidió renovar su contrato con JYP Entertainment mientras que los otros tres miembros decidieron buscar otra agencia. 
JYP aseguró que estas salidas no significaban que 2AM se disolvería, pero que se había decidido que se encontraría inactivo por un tiempo.

### Televisión
Jo Kwon ha aparecido regularmente como invitado en muchos programas de variedades, entre ellos Star King, siendo popular por sus divertidas parodias de bailes. Fue miembro de "Dirty Eyed Girls" en un episodio del programa Wild Bunny del grupo 2PM, haciendo una parodia de la canción "Abracadabra" de Brown Eyed Girls.
Se unió al reparto de We Got Married el 3 de octubre de 2009, donde se le emparejó con la miembro del grupo Brown Eyed Girls, Ga-In. Jo Kwon fue diagnosticado de H1N1 , haciéndole perder días de rodaje, que se tuvo que posponer. Uno de sus representantes aclaró que se estaba recuperando rápidamente.

## Discografía
Álbum de Estudio
| Año  | Álbum      | Detalles | Ventas  |
| ---- | ---------- | --- | ------- |
| 2012 | I'm Da One | - Lanzamiento: 25 de junio - Formato: CD, Digital - Discográfica: JYP Entertainment, Big Hit Entertainment Ver listaLista de Canciones 1. "Awesome Girl (feat. Yankee)" 2. "Animal (Radio Edit) (feat. Jung Ho Suk de Bulletproof Boy Scouts)" 3. "I'm Da One (feat. Zion.T)" 4. "Lipstick" 5. "Who’s Loving You Now" 6. "Wingardium Leviosa" 7. "Something ‘Bout You (feat. Jinwoon de 2AM)" 8. "Heaven (feat. Miso de GLAM)" 9. "Just a Kiss" 10. "Animal (feat. Jung Ho Seok de Bulletproof Boy Scouts)" | 17,547+ |

## Filmografía

### Programas de variedades
- 2010 - Running Man (ep. 7) - SBS
- 2010-2011 All My Love - (Ok Yeob) - MBC
- 2015 - King of Mask Singer (participó como "Blue Bird That looks like an oriole", ep. piloto) - MBC
- 2016 - King of Mask Singer (juez invitado, ep. 53-54) - MBC
- 2012, 2013, 2015, 2016 - Hello Counselor (invitado, ep. 68, 82, 114, 146, 222 y 262) - KBS2
- 2017 - I Can See Your Voice 4 (miembro del panel de detectives, ep. 13) - Mnet
- 2018 - King of Mask Singer (participó como "Mistery Circle", ep. 137-138) - MBC[1]
- 2020 - Let Us Take Your Order (invitado)[2]

2020-Knowing Bros (invitado junto a Wooyoung de 2PM,Min-ho de Winner y P.O de Block B) JTBC

## Premios
| Año  | Galardón |
| ---- | --- |
| 2009 | - Cyworld Song of the Month (diciembre) - "We Fell in Love" junto a Gain |
| 2010 | - Cyworld Song of the Month (enero) - "We Fell in Love" junto a Gain - Mnet 20’s Choice Awards - Most Influential Artist (share award) - Mnet Asian Music Awards: mejor colaboración - "We Fell In Love" con Gain - Rookie Award - MBC Entertainment Awards - Best Couple Award - MBC Entertainment Awards - con Gain - Special Award - MBC Entertainment Awards |